# Saca de presos
La saca de presos (del verb castellà sacar, treure) foren situacions de violència ocorregudes en les presons de diverses parts d'Espanya durant el període que va durar la Guerra Civil espanyola. El procediment consistia en l'extracció massiva i sistemàtica de presos de les presons amb l'objecte de ser assassinats o traslladats. Les víctimes eren tretes amb criteris globals, militars, religiosos, estatus social, etc. Aquests successos van ser dels més controvertits i polèmics de la Guerra Civil espanyola, ja que foren efectuats per ambdós bàndols. El fenomen va ocórrer principalment a la fi de l'any 1936. La definició de "saca" pot provenir del verb "treure" o del nom "saca" (com a sinònim de un munt o certa quantitat). Sigui com sigui va ser una de les formes de violència emprades durant la contesa com van ser els passejos, les txeques.

## Madrid
Madrid es trobava en el bàndol republicà durant la contesa. De les diverses presons existents com van ser la presó Model, presó de Porlier (Presó Provincial d'Homes nº 1), Presó de San Antón (Presó Provincial d'Homes nº 2), Presó de Ventas (Presó Provincial d'Homes nº 3), Presó de Duque de Sesto (Presó Provincial d'Homes nº 4), Presó de Toreno. La violència de les saques va tenir el seu període àlgid durant el període que va des del 7 de novembre fins al 4 de desembre de 1936. Les 'saques' amb final en forma d'assassinats massius van tenir lloc en els termes municipals dels pobles propers a Madrid. La majoria a Paracuellos del Jarama, en un lloc conegut com a arroyo de San José. Algunes 'saques' van acabar de forma tràgica, com les realitzades a la Presó Porlier. Una de les més polèmiques i sagnants, que ha portat a discussió de diversos historiadors fins a l'actualitat, és l'efectuada a la Presó Model el 7 de novembre de 1936 en la qual, sense saber-se'n el nombre total, es van arribar a sacrificar gairebé dos milers de persones en l'episodi conegut com a matances de Paracuellos. Aquesta ha estat una de les 'saques' més controvertides de la Guerra Civil.

## Segòvia
Van existir 'saques' en la província de Segòvia, aquesta àrea va caure durant el període de la contesa en l'anomenat bàndol nacional. les saques coincidiren posteriorment amb els bombardejos de l'aviació republicana de 15 d'agost de 1936.

## Navarra
Durant el període anomenat de "terror calent" caracteritzat per les execucions extrajudicials, passejos i saques de presos dels llocs de reclusió un element addicional que va contribuir a incrementar el seu nombre va ser la presència, en la proximitat de Pamplona, del Fuerte San Cristóbal, lloc de reclusió de diversos centenars de presos del bàndol republicà durant tot el període de conflicte bèl·lic.